# Idealtyp

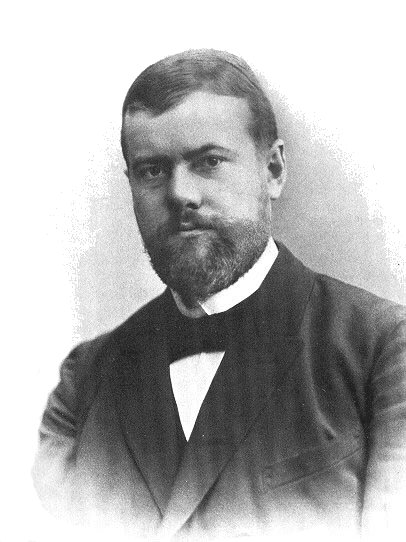
Max Weber.

Idealtyp är ett begrepp inom sociologisk teori och metod. Termen myntades av Max Weber och avser att beskriva en begreppslig eller analytisk modell, eller typ, som kan användas som verktyg för att förstå världen, eller mer specifikt beskriva och analysera en viss social enhet eller ett visst socialt förhållande. Ideal syftar på "renodlad", och handlar alltså i sammanhanget inte om någon sorts värdering.
En sociolog kan i sin teori skapa och använda sig av en idealtyp genom att betona vissa drag hos en social enhet eller förhållande, en social företeelse. De betonade egenskaperna bildar en hypotetisk konstruktion som definierar enheten eller förhållandet i fråga.
Idealtyper är konceptuella abstraktioner som vi använder för att förstå den sociala världens komplexitet. Weber menar att vi inte kan förstå sociala fenomen i dess totalitet. Idealtyperna är ett destillat av huvudkomponenterna hos en institution eller social process. Det är godtyckligt vad som väljs ut; element är olika passande i olika studier. Idealtypen är beroende av vad som undersöks eller vilken fråga som ställs. Den sociala verkligheten har ingen ”verklig essens”; den kan representeras på olika vis.
På samma sätt som att det inte finns någon enskild person som motsvarar den statistiska bilden av en medelsvensson, så motsvarar en social företeelse bara vissa av definitionspunkterna hos en idealtyp. En idealtyp, om den är välgjord och välunderbyggd, kan vara ett verktyg för att i teorier beskriva och förklara funktionen och karaktärsdragen hos vissa sociala fenomen. Idealtypen blir en mätstock, och diskrepansen det teoretiska intresset. Idealtypens empiriska funktion är alltså att undersöka likheter eller avvikelser och förklara dem kausalt. Webers råd är att sociologer ska föreställa sig hur individer skulle ha agerat om de var fullt medvetna, jämföra detta med det faktiska beteendet, och därigenom få en bild av avvikelsen från den rationella vägen.

## Exempel
Med Webers terminologi var idealtyperna Gedankenbilde ("tankebilder"), och utgjorde ett metodologiskt centralt verktyg i hans metod. Han skapade i sin teoribildning flera idealtyper, bland annat en för byråkratiska organisationer och en för marknaden. Två av de mest kända av Webers idealtyper är den protestantiska etiken och kapitalismens anda, där han dels visar hur lika de två typerna av socialt handlande och meningsskapande är, dels hur de båda idealtyperna bidragit till en ökad rationalisering. Denna utveckling är enligt Weber kännetecknande för det moderna, kapitalistiska samhället. 
Ett annat exempel på en idealtyp är Yvonne Hirdmans genuskontrakt.

## Moralens problem
Weber anger att idealtyper med nödvändighet är moraliskt laddade; kunskap föds alltid ur ett visst perspektiv. Huruvida samhällsklasser finns beror på hur vi tittar, menade han. Detta utgör en utmaning för den som vill använda idealtyper. Om sociala fakta bara existerar utifrån de koncept som används för att definiera dem, kan vi skapa nya fakta bara genom att ändra vår referensram.  Om idealtyper kan konstrueras på olika sätt, hur väljer vi den med bäst förklaringsvärde? Weber-kännaren Frank Parkin menar att idealtyper riskerar att säga mer om den som konstruerat dem än vad de säger om den sociala verkligheten.

## Verklighetens essens
Weber menar att den sociala verkligheten inte har någon ”verklig essens”; den kan representeras på olika vis beroende på vad som undersöks. Därmed skiljer han sig bl.a. från Marx och Durkheim – två andra förgrundsgestalter i klassisk sociologi. Marx beskriver hur verklighetens uttryck inte behöver vara verklighetens essens. Han menar att det finns en ultimat nivå av verkligheten som inte är konceptuell. Durkheims syn liknar Marx. Durkheim antar att naturen hos ett socialt fenomen kan identifieras – ”the elementary forms”. Durkheim vill inte formulera idealtyper, uppskattningar, utan penetrera den fundamentala kärnan hos verkligheten. 
En av Durkheims klassiska texter är The Elementary Forms of the Religious Life – religionens essens. Men för Weber är essensen hos religion ointressant. Det intressanta är istället till exempel hur dogmer skiljer sig mellan religioner, eftersom olika dogmer skapar olika social handling. Weber vill undersöka variationer inom och mellan institutioner, och dess konsekvenser, snarare än någon metafysisk enhet som de delar.
Även Webers inställning till verklighetens essens ställer till med problem för idealtypen. Eftersom världen inte existerar oberoende av våra koncept kan vi rimligen inte testa idealtyperna mot en ”ren” verklighet. Om alla upplever verkligheten lite annorlunda blir det inte möjligt att gradera träffsäkerheten i en idealtyp. Hur kan vi veta att avvikelserna inte uppstår för att vi skapat en slarvig eller alltför tendentiös idealtyp?